# Pedro Sarmiento (Kardinal)

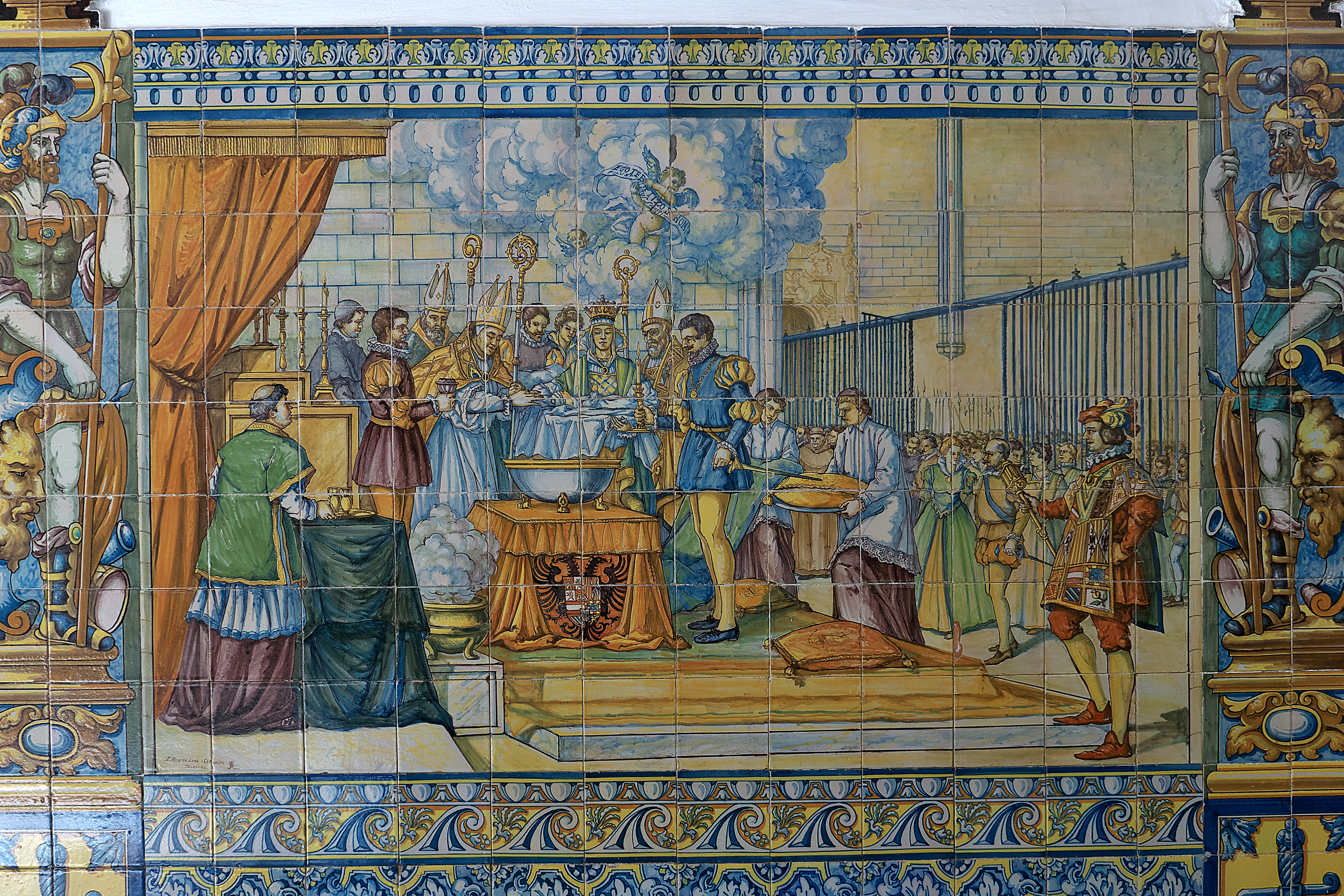
Bischof Pedro Sarmiento (4. von links) im Jahr 1527 bei der Taufe Philips II. (1939)

Pedro Sarmiento (* um 1478, nach anderen Angaben um 1487/90 in Ribadeo, Spanien; † 13. Oktober 1541 in Lucca) war ein spanischer Kardinal der katholischen Kirche.

Kardinalswappen (modernes Schema)

## Leben
Sarmiento war ab 1523 zunächst Bischof von Tui (Galicien), dann ab 1524 von Badajoz, späterhin ab 1525 von Palencia, um schließlich 1534 Erzbischof von Compostela zu werden. Papst Paul III. erhob den Erzbischof am 18. Oktober 1538 auf Bitten Kaiser Karls V. zum Kardinal und ernannte ihn kurz darauf zum Kardinalpriester der Titelkirche Santi XII Apostoli. 1541 amtierte er zudem kurzzeitig als Administrator von Anagni.